# 韋慈藏

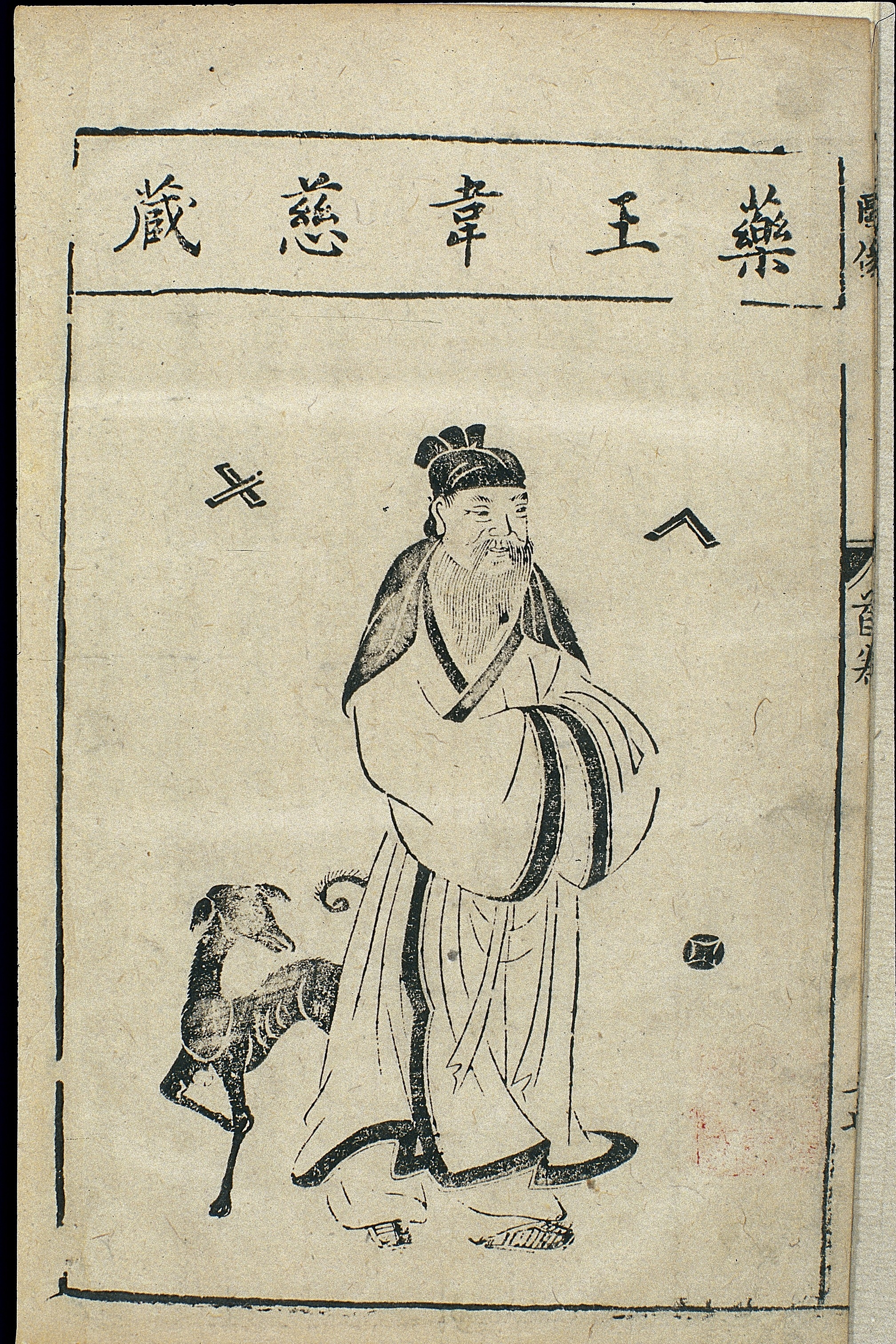
万历刻本《本草蒙筌》卷首载“历代名医图”中的韦慈藏像，转绘自《医学源流》

韋慈藏（？—？），本名訊，京兆府（今陕西省西安市）人道號慈藏，唐朝道士、名醫。

陳嘉謨《本草蒙筌》記載：「有藥王韋慈藏，姓韋氏，名訊，道號慈藏，大唐人。醫中之聖，藥中之王，靈應如神，人皆仰之。圖贊曰：“大唐藥王，德號慈藏。老師韋訊，萬古名揚」；《中國醫學大辭典》：「藥王，韋訊之別名。」